# 第53屆柏林影展
第53屆柏林电影节（德語：53. Internationale Filmfestspiele Berlin）於2003年2月6日至2月16日舉行在德國柏林舉辦，開幕片為美國導演勞勃·馬歇爾執導的歌舞片《芝加哥》，閉幕片則為美國導演馬丁·史柯西斯執導的《紐約黑幫》。評審團主席則為加拿大導演艾騰·伊格言。

## 評審團
- 艾騰·伊格言：導演。（評審團主席）
- 瑪蒂娜·蓋提克（德语：Martina Gedeck）：演員。
- 安娜·加連納（義大利語：Anna Galiena）：演員。
- 凱薩琳·畢格羅：導演。
- 阿博德哈蒙·西塞科：導演。
- 昂貝·巴杉（法语：Humbert Balsan）：製片。
- 傑佛瑞·吉爾摩（英语：Geoffrey Gilmore）：影展總監。

## 官方單元

### 正式競賽
| 片名             | 原文片名                                   | 導演                    | 出品國                   |
| ---------------- | ------------------------------------------ | ----------------------- | ------------------------ |
| 《25小時》       | 25th Hour                                  | 史派克·李               | 美国                     |
| 《蘭花賊》       | Adaptation                                 | 史派克·瓊斯             | 美国                     |
| 《亞歷山大計畫》 | Alexandra's Project                        | 洛夫·德·希爾            |                          |
| 《焦慮》         | Der alte Affe Angst                        | 奧斯卡·羅勒             | 德国                     |
| 《神經殺手》     | Confessions of a Dangerous Mind            | 喬治·克隆尼             | 美国、 加拿大、 德国     |
| 《惡之花》       | La fleur du mal                            | 克勞德·夏布洛           | 法國                     |
| 《再見列寧》     | Good Bye, Lenin!                           | 沃夫岡·貝克             | 德国                     |
| 《時時刻刻》     | The Hours                                  | 史蒂芬·戴爾卓           | 美国、 英国              |
| 《有你，我不怕》 | Io non ho paura                            | 加布里耶勒·薩勒瓦托勒斯 | 義大利、 西班牙、 英国   |
| 《美麗新世界》   | In This World                              | 麥克·溫特伯頓           | 英国                     |
| 《護士騷歌記》   | Ja zuster, nee zuster                      | 彼得·卡拉馬             | 荷蘭                     |
| 《曙光乍洩》     | Lichter                                    | 漢斯-克里斯汀·史密德    | 德国                     |
| 《鐵幕疑雲》     | The Life of David Gale                     | 亞倫·帕克               | 美国                     |
| 《布里葉女士》   | L'Extraordinaire destin de Madame Brouette | 莫薩·賽納·阿伯薩        | 塞内加尔、 加拿大、 法國 |
| 《盲井》         | 《盲井》                                   | 李楊                    | 中国、 德国、 香港       |
| 《無我新生活》   | My Life Without Me                         | 伊莎貝拉·庫謝特         | 西班牙、 加拿大          |
| 《小傷痕》       | Petites Coupures                           | 帕斯卡·波尼澤           | 法國、 英国              |
| 《剩餘部分》     | Rezervni deli                              | 戴米恩·柯佐             | 斯洛維尼亞               |
| 《索拉力星》     | Solaris                                    | 史蒂芬·索德柏           | 美国                     |
| 《死亡詩篇》     | Son frère                                  | 巴提斯·謝侯             | 法國                     |
| 《英雄》         | 《英雄》                                   | 張藝謀                  | 中国、 香港              |
| 《黃昏清兵衛》   | たそがれ清兵衛                             | 山田洋次                | 日本                     |

## 得獎名單
- 金熊獎：《美麗新世界》 - 麥克·溫特伯頓
- 評審團大獎銀熊獎：《蘭花賊》 - 史派克·瓊斯
- 亞佛雷德鮑爾獎：《英雄》 - 張藝謀
- 最佳導演銀熊獎：巴提斯·謝侯 - 《死亡詩篇（法语：Son frère）》
- 最佳女演員銀熊獎：梅莉·史翠普、妮可·基嫚、茱莉安·摩爾 - 《時時刻刻》
- 最佳男演員銀熊獎：山姆·洛克威爾 - 《神經殺手》
- 最佳音樂銀熊獎：Majoly、Serge Fiori、Maadu Diabaté - 《護士騷歌記（英语：Yes Nurse! No Nurse!）》
- 傑出藝術貢獻銀熊獎：李楊 - 《盲井》
- 費比西國際影評人獎：《曙光乍洩（德语：Lichter）》 - 漢斯-克里斯汀·史密德

## 外部連結
- （德文）（英文）柏林电影节官方網站 （页面存档备份，存于）